# Jonathan

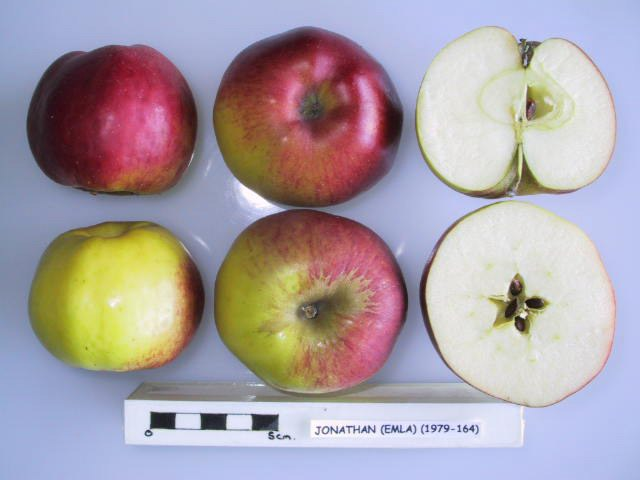
A Jonathan gyümölcse

A Jonathan, a magyar köznyelvben jonatán egy almafajta, illetve fajtacsoport neve. Az Egyesült Államokból származó almának számos változatát, klón alakját és leszármazottját termesztik világszerte, bár jelentősége folyamatosan csökkenőben van. Nemesítési alapanyagként a Jonathan számos modern fajta kialakításában részt vett. Megfelelő érettségnél szüretelve kiváló íz- és zamatanyagokkal rendelkező fajta.
Magyarországon csak jelöléssel ellátott típusai árusíthatók, ezek a Jonathan Csány 1 a, Jonathan M.40 és a Jonathan M.41.

## Története
1800-ban keletkezett az USA-béli New York államban az Esopus Spitzenburg, régi klasszikus amerikai almafajta magoncaként. Jonathan Hasbrouck hívta fel rá Judge Buel figyelmét, aki a felfedező iránt tiszteletből róla nevezte el az új fajtát. Buell 1829-ben már szaporította a Jonathant, bemutatásra 1864-ben került.
Európába is igen régen eljutott, a 20. század elején már ismert volt és az európai almatermesztés meghatározó fajtájává vált, jelentőségét sokáig meg is tartotta. 
Magyarországon még tovább megtartotta vezető szerepét, még abban az időben is, amikor Európa többi részén az ültetvényekben korszerűbb fajtákra cserélték. 
A magyar almatermesztés legfőbb fajtája volt, mivel a keleti piacokon kiemelkedő íze, zamata ellensúlyozta hiányosságait egy ideig.
Jelenleg a hazai almaültetvények 10-20%-át alkotja a Jonathan és egyéb klónjai,de sajnálatosan folyamatosan kiszorul a termesztésből.

## Jellemzői

### Hajtásrendszere
Jól koronásodik, középerős növekedés és csüngő ágrendszer jellemzi. Az idősebb fák is jól alakíthatók, elágazási hajlama jó. A termőrészek korán elöregszenek, rendszeres metszést, karbantartást igényelnek. 

### Gyümölcse
Méretük közepes-kicsi. A túlzottan nagy méretű gyümölcsök minősége, tárolhatósága nagyban romlik, ezért a termesztés során a fajtára jellemző gyümölcsméret elérése a cél. 
A gyümölcs kúposan gömbölyded, szimmetrikus, enyhén bordázott. 
Fedőszíne jellemzően élénkpiros, mely szín kialakulása az alapfajtánál szeptember első felére esik. A héj vékony, felülete sima, enyhén viaszos.
Tárolhatósága rossz, hagyományos tárolókban januárnál tovább csak nagy veszteségekkel tárolható, de ez a probléma ULO-rendszerű hűtőházakban megoldott. Viszont a túlérett gyümölcsökön gyakran jelentkezik a fajta jellemző betegsége,a „Jonathan-foltosság”. 
A gyümölcshús nyomódásra és barnulásra nem érzékeny, ugyanakkor puhulási üteme gyors, savait hamar elveszíti.

### Termesztési sajátosságai
Korán termőre fordul, termőképessége közepes. 
A központi tengely nélküli szuperintenzív koronaformáktól eltekintve bármilyen korona nevelhető belőle, de a korona kialakítása nehéz. Termékenyülési problémája nincs, közeli rokon fajtákkal is megfelelően társítható.
Nagyfokú érzékenységet mutat a tűzelhalásra és a lisztharmatra, a varasodásra kevéssé fogékony.

## Felhasználása
Elsősorban friss fogyasztási fajta, de sokrétű élelmiszeripari és konyhai felhasználásra is alkalmas kiemelkedő zamatanyagainak és savainak köszönhetően.
Viszont gyenge tárolhatósága erősen korlátozza szezonon kívüli felhasználását.

## Leszármazottai
Mint régi, világszerte elterjedt sikeres fajtának, a Jonathannak számos utódfajtája ismert, sok modernebb fajta kialakításában játszott szerepet. 
Ezek száma mára több százra tehető, a teljesség igénye nélkül néhány közvetlen leszármazottja:
- Akane (Jonathan x Worcester Parmain)
- Artemisz (Prima x Jonathan)
- Fertődi téli (Jonathan x Török Bálint)
- Idared (Jonathan x Wagener)
- Jonagold (Jonathan x Golden delicious)
- Kovauguszt (Egri piros x Jonathan)
- Kovelit (Jonathan x Egri piros)
- Naményi piros (A Jonathan spontán rügymutációja.)